# Rhyacophila laminata
Rhyacophila laminata là một loài Trichoptera hóa thạch trong họ Rhyacophilidae.